# 클래런스 대로

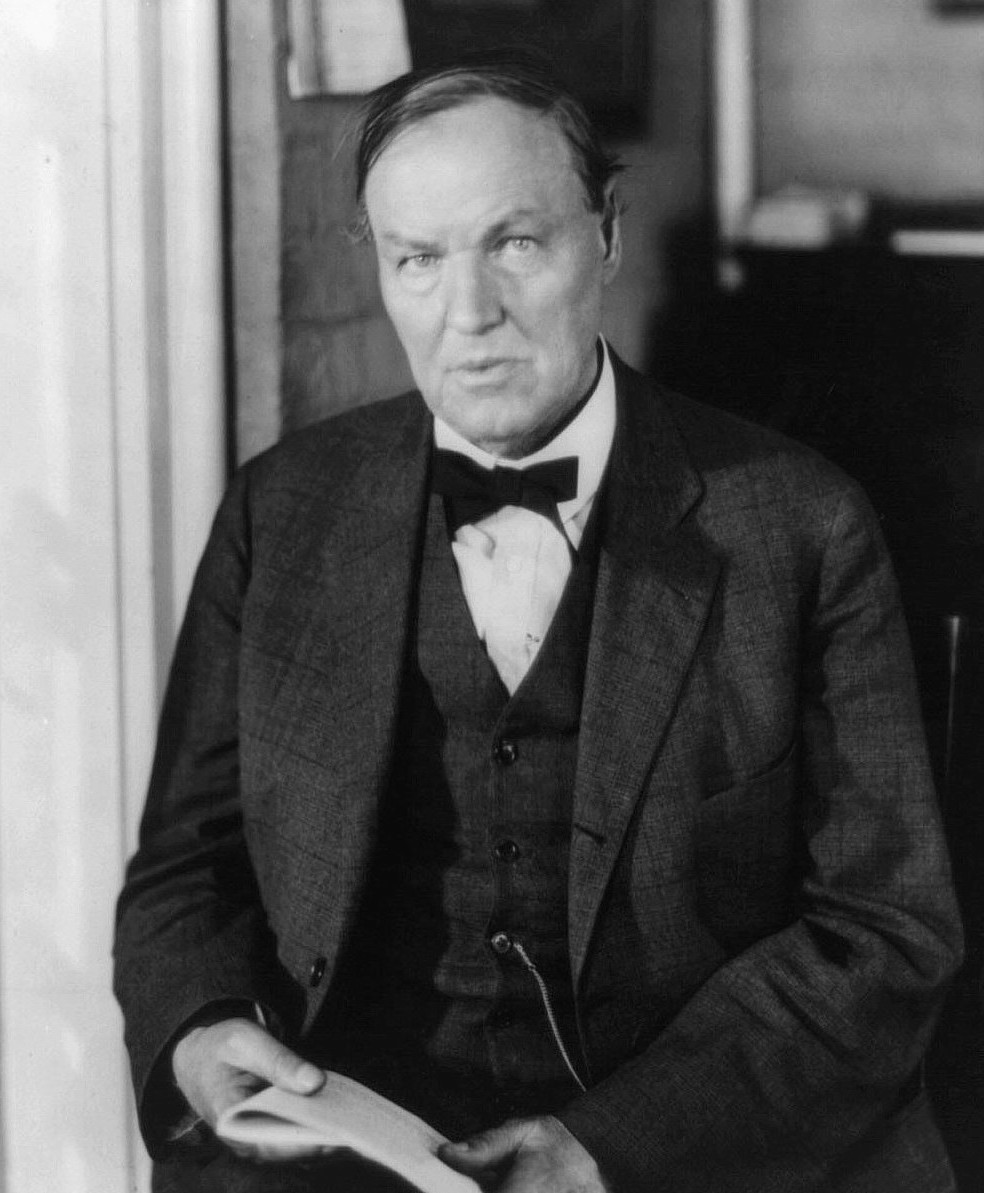

클레런스 수어드 대로(Clarence Seward Darrow, 1857년 4월 18일 ~ 1938년 3월 13일)는 미국의 법조인이다. 미국민권자유연합의 선도적 회원이었으며, 지공주의 경제개혁의 강력한 옹호자였다. 1924년 십대 쾌락살인자 레오폴드와 로엡을 변호한 것으로 유명하며, 그 외에도 백인 폭도들에게 저항하다가 사람을 죽인 흑인 의사 오션 스위트 사건, 스코프스 원숭이 재판, 노동운동가 빌 헤이우드의 살인누명 사건 등을 변호했다.